# Muhammad Mustafa Miru
Muhammad Mustafa Miru (ar.  محمد مصطفى ميرو; ur. 1941, zm. 22 grudnia 2020) – syryjski polityk, premier Syrii w latach 2000–2003.

## Życiorys
Był sunnitą, pochodził z okolic Damaszku. Ukończył studia na Uniwersytecie Moskiewskim w zakresie arabistyki, uzyskując stopień doktora. W 1966 wstąpił do partii Baas. W latach 1980–1986 był gubernatorem Dary, następnie do 1993 Al-Hasaki, od 1993 do 2000 – Aleppo.
Prezydent Syrii Baszszar al-Asad powierzył mu misję sformowania nowego rządu Syrii 11 grudnia 2001. Jego rząd opracował projekty aktów prawnych reformujących gospodarkę syryjską, które następnie były ogłaszane jako dekrety prezydenckie. Umożliwiły one zakładanie w Syrii prywatnych banków i prywatnych mediów, zmieniały prawo o ubezpieczeniach społecznych i tworzyły Radę Pieniężną i Kredytową. Działania te były częścią reform w Syrii zapowiedzianych rok wcześniej przez Baszszara al-Asada i spotkały się z negatywną reakcją starszego pokolenia działaczy partii Baas. W grudniu 2001 gabinet Miru został zrekonstruowany. Po zmianie składał się z 26 działaczy partii Baas i 10 polityków niezrzeszonych w rządzącej partii. Następnie gabinet był rekonstruowany jeszcze kilkakrotnie, gdyż Baszszar al-Asad nie był zadowolony z tempa i efektów inicjowanych przez Miru reform gospodarczych. Ostatecznie we wrześniu 2003 rząd Miru został zdymisjonowany. Al-Asad pragnął, by w coraz trudniejszej dla Syrii sytuacji międzynarodowej (wojna w Iraku, obawa przed dalszym pogorszeniem stosunków z USA) zapowiadane reformy były wdrażane szybciej. Nowym premierem został Muhammad Nadżi al-Utri.
Żonaty z siostrą Abd Allaha al-Ahmara, zastępcy sekretarza generalnego Przywództwa Narodowego syryjskiej Partii Baas.